# Canana (cinturó)

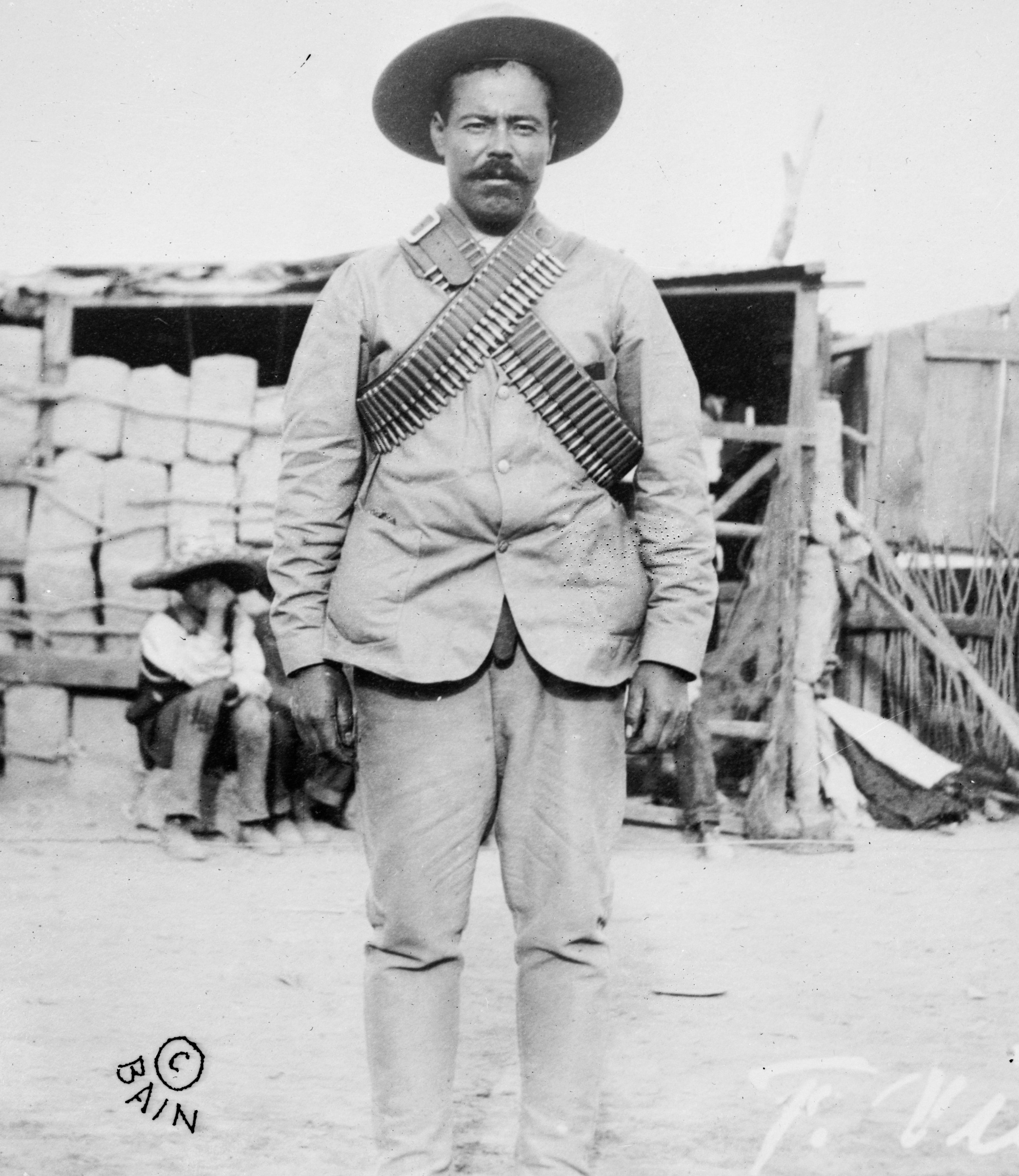
Pancho Villa (vers 1910) amb dues cananes de tubets creuades sobre el pit

La canana és un cinturó dotat de cartutxeres, o de tubets per a cartutxos individuals, que generalment es duu creuat sobre el pit, en bandolera, per tal de transportar municions en quantitat considerable. El català canana equival a l'espanyol canana; al francès ceinture à munitions o cartouchière; a l'italià bandoliera (que també equival a 'baldric') o cartucciera; al portuguès canana o cartucheira; a l'anglès bandolier, cartridge belt o pouch belt; a l'alemany Bandelier (que també equival a 'baldric'); etc.
Entre els segles XVI i XVIII sovint es distribuïen formes primitives de canana entre els soldats, com a útil per a recarregar més ràpidament els mosquets i els fusells d'avantcàrrega. Esdevingueren obsoletes en el primer terç del segle XIX arran dels canvis produïts en la tecnologia militar (aparició de cartutxos integrats de tipus modern, etc.).

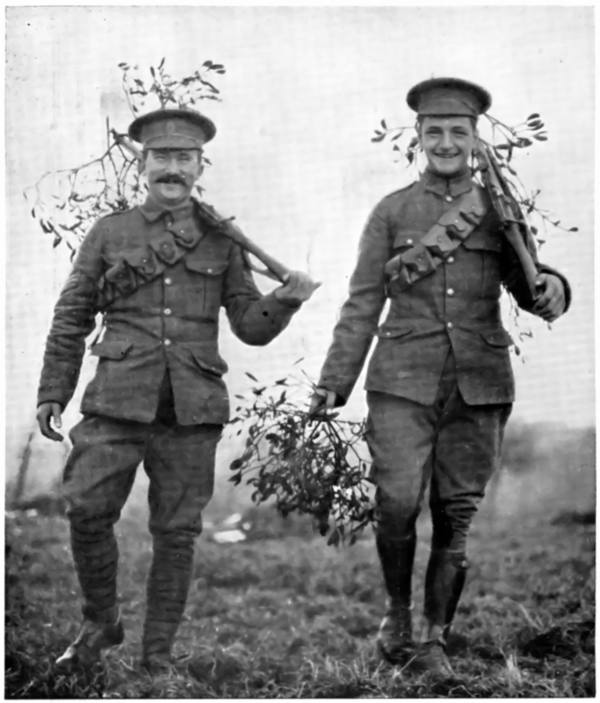
Soldats britànics al front francès (1914) amb cananes de cartutxeres

Les cananes de tipus actual sorgiren a les acaballes del segle XIX, en dues variants: de cartutxeres, amb cartutxeres incorporades o fixades; o bé de tubets, amb tubets incorporats, cadascun per a contenir un cartutx individual (segons el principi del cinturó de revòlver d'estil Far West). Sovint s'hi podien dur granades, també.
Les cananes modernes foren molt usades al llarg de la primera meitat del segle xx, incloent-hi la Revolució Mexicana (apogeu de la doble canana de tubets) i totes dues guerres mundials. La cavalleria, sempre afecta a la comoditat dels equipaments en bandolera, emprava sovint cananes de cartutxeres; la infanteria tendia a usar cananes de tubets, sobretot en conjunció amb armes de gran cadència de foc (fusell metrallador, etc.).
D'ençà la segona meitat del segle XX l'ús militar de cananes s'ha rarificat, ateses les dimensions prohibitives dels carregadors moderns. En canvi, són prou habituals entre els caçadors, per a dur el municionament de l'escopeta.